# 加藤雅人
加藤 雅人（かとう まさと、1955年 - ）は、日本の哲学者、関西大学外国語学部教授。専攻は西洋中世の言語哲学。

## 来歴
京都府生まれ。1978年京都大学文学部西洋哲学史専攻卒業。1980年京都大学大学院文学研究科修士課程修了、1983年、同博士後期課程学術指導認定修了。1998年、「ガンのヘンリクスの哲学」で京都大学博士（文学）。大阪女子短期大学専任講師、助教授、関西大学総合情報学部助教授、教授、外国語学部教授。

## 書籍

### 単著
- 『ガンのヘンリクスの哲学』創文社、1999年1月。ISBN 4423171120
- 『意味を生み出す記号システム：情報哲学試論』世界思想社、2005年10月。ISBN 4790711471
- 『意味論の内と外 アクィナス 言語分析 メレオロジー』関西大学出版部、2019年3月。ISBN 978-4873546902

### 共著
- 『哲学すること：存在の真理への覚醒』加藤清・加藤雅人著、勁草書房、1987年4月。ISBN 4326151900
- 『中世哲学を学ぶ人のために』中川純男・加藤雅人編、世界思想社、2005年8月。ISBN 4790711439

ほか。

### 翻訳
- ジョン・マレンボン『後期中世の哲学: 1150-1350』加藤雅人訳、勁草書房、1989年7月。  ISBN 432610080X